# Bellmer (Unternehmen)

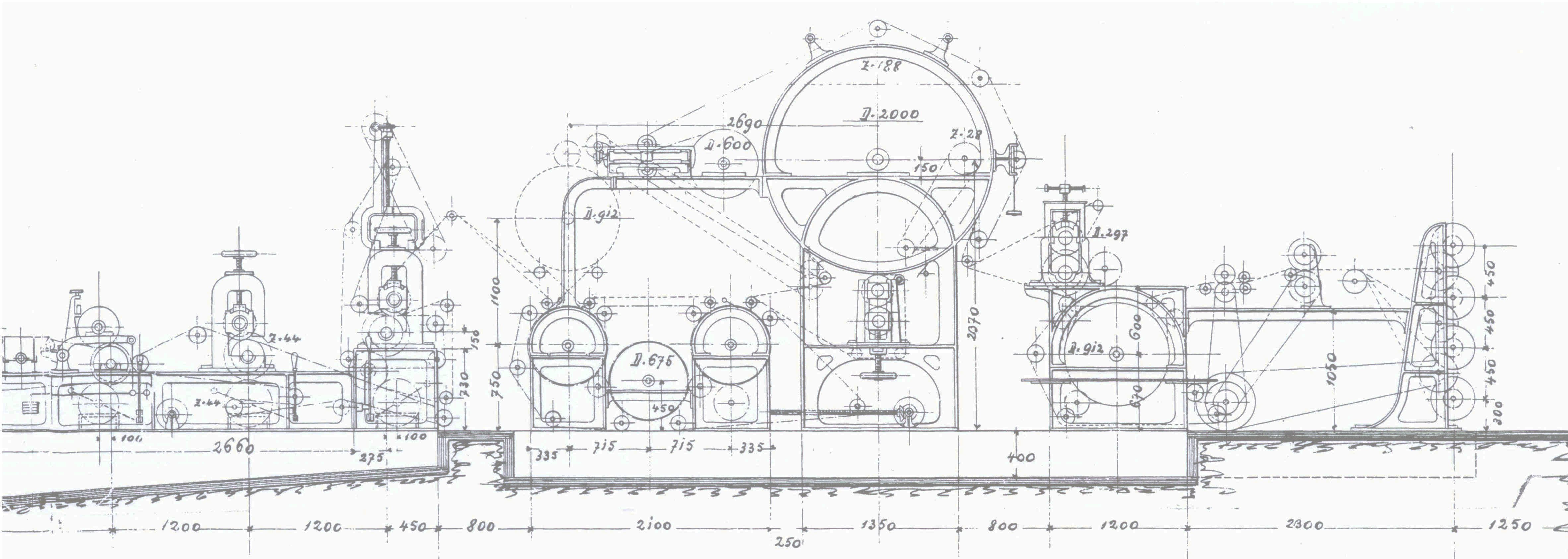
Bellmer – handgemachter Konstruktionsplan

Die Bellmer GmbH wurde 1842 in Niefern im heutigen Baden-Württemberg von Carl Bellmer gegründet. Das Unternehmen wird in der sechsten Generation von der Gründerfamilie geführt und beschäftigt global rund 600 Mitarbeiter. Bellmer unterhält 16 Niederlassungen, wobei die Produkte in Deutschland und Finnland hergestellt werden. Es gibt zwei verschiedene Bereiche, in denen Bellmer agiert. In dem Unternehmensbereich „Paper Technology“ werden Papiermaschinen hergestellt. Der zweite Bereich konzentriert sich auf „Separation Technology“. Diese Maschinen trennen durch Eindicken, Entwässern und Filtern Flüssigkeiten von Feststoffen.

## Geschichte
1842 erwarb Carl Bellmer eine Papiermühle in Niefern. Zwölf Papiermaschinen wurden in den ersten zwanzig Jahren produziert. Die zwei Söhne von Carl Bellmer, Emil und Karl Bellmer, führten das Familienunternehmen ab 1874 weiter. Ein paar Jahre später verblieb Karl Bellmer als alleiniger Eigentümer. 1890 begann Bellmer mit dem Exportieren ihrer Maschinen. Der Vorreiter der Winkelpresse, die TwinningPress, wurde 1928 entwickelt. Ursula und Ulrich Kollmar führten das Unternehmen ab 1957 weiter. Bellmer eröffnete sich eine neue Produktreihe  1972 mit der ersten Winkelpresse, die für die Schlammentwässerung genutzt wurde.  

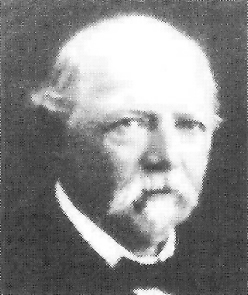
Carl Bellmer, Gründer von Bellmer

Die drei Brüder Philipp, Martin und Erich Kollmar übernahmen das Familiengeschäft und führen es seit 1994 weiter. 
Das Unternehmen Bruderhaus in Reutlingen wurde 1995 akquiriert. Im selben Jahr wurden die „neuen Generationen“ der Winkelpresse und der TurboDrain Compact entwickelt. 3 Jahre später akquirierte Bellmer die Reinhard Maschinenfabrik, einen Hersteller von Papiermaschinen für Banknoten. In demselben Jahr ging die Auszeichnung des Confructa-Preises an Bellmer für ihre Innovationen im Gebiet der Fruchtsaftindustrie. Die damalige Twinningpress, heute Schuhpresse genannt, kam im Jahr 2001 auf den Markt. Die erste Tochterfirma von Bellmer wurde 2003 in Shanghai, China gegründet. Der TurboShaker macht hochfrequenziertes Schütteln seit 2005 möglich. 2007 wurde der erste high-speed-TurboShaker entwickelt.
Lang-Hafner (Deutschland) wurde 2008 von Bellmer akquiriert und weitergeführt. Die Akquisition und Fortführung von Bellmer Kufferath geschah bereits ein Jahr später. Bellmer gründete 2010 Bellmer Ibérica in Spanien. Drei Jahre später wurde die Vaahto Paper Machinery Oy in Finnland akquiriert und weitergeführt. Der neue hydraulische TurboBladeJetter wurde im Jahr 2014 auf den Markt gebracht. Die Akquisition und Weiterführung von GapCon (Deutschland) fand 2015 statt. Bellmer USA wurde im Jahr 2018 gegründet. Ein Jahr später wurde Bellmer Italia gegründet.

## Bioökonomie
Bellmer versucht, die Auswirkungen auf die Umwelt während der Papierproduktion so klein wie möglich zu halten. Die Separation Technology Produkte sind dafür entwickelt, Abfall zu recyceln und sauberes Wasser bereitzustellen, um die Belastung auf die Umwelt zu reduzieren. Bellmer installiert sowohl komplette Anlagen, als auch einzelne Maschinenpartien für die Produktion von Papier, Pappe und speziellen Faserprodukten. Im Bereich der Separation Technology liegt der Fokus auf die effiziente Trennung von Flüssigstoffen und Feststoffen.